# Madge Sinclair
Pour les articles homonymes, voir Sinclair.
Madge Dorita Sinclair (née le 28 avril 1938 à Kingston en Jamaïque, morte le 20 décembre 1995 à Los Angeles) était une actrice jamaïcaine.

## Famille
Ses parents sont Herbert et Jemima Walters.  
De 1956 à 1969, Madge était mariée à Royston Sinclair et a eu avec lui deux fils, Garry et Wayne.
En 1982, Madge a épousé l'acteur Dean Compton, à qui elle était encore mariée au moment de sa mort. 

## Carrière
Elle est surtout connue pour les films : Cornbread, Earl and Me (en) (1975), Le Convoi (1978), Un prince à New York (1988), Trapper John, M.D. (en) (1980-1986) et la mini-série ABC TV, Roots (1977).
Madge Sinclair a également doublé le personnage de Sarabi, l'épouse de Mufasa et la mère de Simba, dans le dessin animé de Disney : Le Roi lion (1994).
Nommée cinq fois aux Emmy Awards, elle a remporté le Primetime Emmy Award de la meilleure actrice dans un second rôle, pour son interprétation de l’impératrice Joséphine dans Gabriel's Fire en 1991.
Madge Sinclair a d’abord étudié dans le Shortwood College for Women. Elle a ensuite enseigné dans des écoles jamaïcaines. 
Une longue carrière à la télévision américaine a suivi.
Le cinéma lui a fourni de nombreux rôles. En plus de ses prix aux Emmy, Madge Sinclair a été honorée par le Premier ministre de la Jamaïque avec l'ordre de la Distinction, grade de commandeur. Son dernier rôle d’actrice était dans un épisode de la sitcom Dream On, qui a été diffusé un mois avant sa mort. Elle est décédée à Los Angeles le 20 décembre 1995, après s’être battue 13 ans contre une leucémie.